# Водолажское (Харьковская область)
Водолажское (укр. Водолазьке), село,
Лукашевский сельский совет,
Близнюковский район,
Харьковская область, Украина.
Код КОАТУУ — 6320684002. Население по переписи 2001 года составляет 74 (40/34 м/ж) человека.

## Географическое положение
Село Водолажское находится в балке Водяная, по которой протекает ручей, впадающий в реку Большая Терновка, на ручье сделана запруда (~9 га).
К селу на юго-западе примыкает село Катериновка, в 3,5 километров на северо-востоке находится село Лукашовка.

## История
- 1925 — дата основания.

## Экономика
- В селе есть несколько молочно-товарных ферм.

## Культура
- Школа.

## Достопримечательности
- Братская могила советских воинов.

## Экология
- На северо-востоке на расстоянии в 1 км проходит аммиакопровод.